# Isaac Ambrose Barber
Isaac Ambrose Barber (* 26. Januar 1852 bei Salem, Salem County, New Jersey; † 1. März 1909 in Easton, Maryland) war ein US-amerikanischer Arzt und Politiker. Zwischen 1897 und 1899 vertrat er den Bundesstaat Maryland im US-Repräsentantenhaus.

## Werdegang
Isaac Barber besuchte die öffentlichen Schulen seiner Heimat. Nach einem anschließenden Medizinstudium am Hahnemann Medical College in Philadelphia und seiner 1872 erfolgten Zulassung als Arzt begann er in Woodstown in diesem Beruf zu arbeiten. Im Jahr 1873 verlegte er seine Praxis und seinen Wohnsitz nach Easton in Maryland, wo er die folgenden 15 Jahre als Arzt praktizierte. Außerdem stieg er in das Mühlengeschäft und in das Bankgewerbe ein. Dabei wurde er Präsident der Farmers & Merchants’ National Bank of Easton. Politisch wurde Barber Mitglied der Republikanischen Partei. Im Jahr 1895 saß er im Abgeordnetenhaus von Maryland.
Bei den Kongresswahlen des Jahres 1896 wurde Barber im ersten Wahlbezirk von Maryland in das US-Repräsentantenhaus in Washington, D.C. gewählt, wo er am 4. März 1897 die Nachfolge von Joshua Weldon Miles antrat. Bis zum 3. März 1899 konnte er eine Legislaturperiode im Kongress absolvieren. Diese war von den Ereignissen des Spanisch-Amerikanischen Krieges geprägt. Nach dem Ende seiner Zeit im US-Repräsentantenhaus arbeitete Barber wieder im Mühlengeschäft. Darüber hinaus wurde er in der Landwirtschaft tätig. Politisch war er zwischen 1900 und 1904 Parteivorsitzender der Republikaner in Maryland. Isaac Barber starb am 1. März 1909 in Easton.